# Carirubana
Der Municipio Carirubana befindet sich im Norden des Bundesstaates Falcón auf der Halbinsel Paraguaná. Der Verwaltungssitz ist Punto Fijo.

## Wirtschaft
In Carirubana existiert eine der größten Erdölraffinerien Venezuelas.
In Punto Fijo befindet sich der Hauptsitz der zweitgrößten Fischereiflotte Venezuelas.